# Al-Hasana
Al-Hasana (arab. الحسنة, Al-Ḥasana) – miasto w Egipcie, w środkowej części półwyspu Synaj, w muhafazie Synaj Północny, siedziba administracyjna markazu Al-Hasana.
31 października 2015 roku 50 km na południowy wschód od miejscowości nastąpiła katastrofa lotnicza.